# Nowa Prawica (Francja)
Nowa Prawica (fr. Nouvelle Droite) – ruch metapolityczny, który powstał w 1968 roku we Francji, wraz z utworzeniem stowarzyszenia typu think tank GRECE (Groupement de Recherche et d'Etudes pour la Civilisation Europeenne - pol. Grupa Badań i Studiów nad Cywilizacją Europejską).
Za twórcę i głównego ideologa Nowej Prawicy uznawany jest Alain de Benoist, jeden z założycieli GRECE. Z ruchem związany był też Guillaume Faye.

## Ideologia
Trudno jednoznacznie określić pozycję polityczną Nowej Prawicy, gdyż nie jest to prawica w konwencjonalnym znaczeniu tego słowa. De Benoist twierdzi: Moją pozycję nazywam 'nową prawicą', i nie ma ona nic wspólnego z burżuazyjną, konserwatywną i reakcyjną prawicą. Nouvelle Droite traktowany jest przez liberalny establishment i lewicę jako ruch skrajnie prawicowy, zaś przez konserwatywną tradycjonalistyczną prawicę jako, swego rodzaju, lewicowy. Sam Alain de Benoist odrzuca klasyczny podział lewica/prawica, gdyż chce stworzyć całkowicie nowy paradygmat polityczny. Filozoficznie, Nouvelle Droite czerpie z nurtu Konserwatywnej Rewolucji (Oswald Spengler, Carl Schmitt, Ernst Jünger), Nowej Lewicy, Fryderyka Nietzschego i Martina Heideggera.
Podstawową różnicą między klasyczną prawicą a nową prawicą jest to, że ta druga całkowicie odrzuca chrześcijaństwo (i w ogóle tradycję judeochrześcijańską) jako fundament Europy, gdyż jest to ideologia "obca", niemająca swego źródła w kulturze i tradycji Europy, o czym mowa jest w książce "On Being a Pagan", autorstwa de Benoist. Louis Pauwels na łamach Le Figaro Magazine stwierdził, że dziedzictwo kulturalne chrystianizmu nie jest naszym dziedzictwem, kultura chrześcijańska jest nam obca. Krytykuje chrześcijaństwo jako religię z natury nietolerancyjną, teokratyczną i prześladującą innowierców. Benoist sądzi, że Europa winna wrócić do swoich pogańskich korzeni.
Drugą różnicą jest krytyczne nastawienie do ideologii rynku i konsumpcjonizmu. Nowa prawica opowiada się za federalizmem, komunitaryzmem, etnopluralizmem, ekologią i jest sceptycznie nastawiona do multikulturalizmu, liberalizmu, egalitaryzmu i amerykanizacji Europy. Nurt Nouvelle Droite związany jest z identytaryzmem.